# 東北未来芸術花火
東北未来芸術花火（とうほくみらいげいじゅつはなび）は、宮城県亘理郡亘理町にある鳥の海公園で開催されている花火大会である。

## 概要
世界最高峰の花火師たちの芸術玉を中心に組み合わせて構成され、音楽のリズムや曲調にシンクロするよう綿密にプログラムされたノンストップ約60分の音楽花火。その他会場のロケーション、地域性を取り入れた大胆な演出を得意とし、高度な技術によって従来の花火大会を芸術の域に押し上げるものです。宮城県亘理町荒浜地区の津波被害の跡地にできた「鳥の海公園」で多くの方の想いが詰まった場所で、東北の明るい未来を願って「東北未来芸術花火」を立ち上げた。
「音楽」と「花火」を掛け合わせた花火エンターテインメントの先駆けである『芸術花火』シリーズは、2012年に北海道札幌市モエレ沼公園で実施された『モエレサマーフェスティバル』から始まり、2014年に同公園で実施された『モエレ沼芸術花火』で『芸術花火』として確立した。 

## 見どころ
対空時間、残存光を計算に入れ、30分の1秒単位でコントロールされる花火は音楽のリズム・メロディー・楽器・歌詞・ボーカルに合わせて演出。男女や世代を問わず愛される名曲と相まって深い感動のひとときを堪能できる。

## 大会概要
2022年6月11日(土) 宮城県亘理町荒浜地区の津波被害の跡地にできた「鳥の海公園」で、たくさんの笑顔とふれあいを生み出すために「東北未来芸術花火」を立ち上げた。芸術花火シリーズでは東北初開催。2023年9月30日(土)サザンオールスターズ45周年記念として、サザンの楽曲に乗せた”祝砲花火”が打ち上げられる。

## セットリスト

### 2022年
1. アルデバラン (AIの曲)(2022年)
2. 磯村オーケストラ/希望の轍(1990年)
3. Black Eyes Peas,Sérgio Mendes/Mas Que Nada-Radio Edit(2020年)
4. HANABI (Mr.Childrenの曲)(2008年)
5. ずっと真夜中でいいのに/あいつら全員同窓会(2022年)
6. Susan Bayle/夢やぶれて(2009年)
7. SEATBELS/Tank! (1998年)
8. BTS/Dynamite(2020年)
9. あいみょん/夢追いベンガル(2019年)
10. サンボマスター/できっこないを やらなくちゃ(2010年)
11. Kissin`Dynamaite/Good Life Feat.Saltatio Mortis,Charlotte Wessels,Guernica Mancini(2022年)
12. 中島みゆき/愛だけを残せ(remix)(2013年)
13. Sam Cooke/ア・チェンジ・イズ・ゴナ・カム(1964年)

### 2023年
サザンオールスターズ45周年初砲花火「歌えニッポンの空」
1. AI/アルデバラン(2022年)
2. サザンオールスターズ/希望の轍(1990年)
3. Sérgio Mendes /Mas Que Nada(Feat.Black Eyed Peas)(2020年)
4. Vaundy/僕は今日も(2020年)
5. YUI/Again(2010年)
6. Susan Bayle /I Dreamed a Dream(2009年)
7. SEATBELTS/Tank!(1998年)
8. あいみょん/夢追いベンガル(2019年)
9. サンボマスター/できっこないをやらなくちゃ(2010年)
10. Kissin`Dynamaite /Good Life feat.Saltatio Moetis,Charlotte Wessels＆Guernica Mancini(2022年)
11. FUNKY MONKEY BABYS/あとひとつ(2010年)
12. Sam Cooke /A Change Is Gonna Come(1964年)

### 2024年[1][2][3][4][5]
1. RADWIMPS/夜の淵(2021年)
2. MIYAVI×上妻宏光×沖仁/HA NA BI(2012年)
3. スピッツ/チェリー (曲)(1996年)
4. Camila Cabello feat.Ed Sheeran/Bam Bam(2022年)
5. JVKE 藤井風/golden hour(Fujii Kaze Remix)(2023年)
6. ラブソング (サンボマスターの曲)(2009年)
7. The Birthday/LOVE ROCKETS(Movie Ver.)(2023年)
8. YOASOBI/アイドル (曲)(2023年)
9. Jennifer Holliday/And I Am Telling You I`m Not Going(1982年)
10. 北島三郎/まつり(1998年)
11. 桑田佳祐/明日晴れるかな(2007年)